# Pavocosa feisica
Pavocosa feisica là một loài nhện trong họ Lycosidae.
Loài này thuộc chi Pavocosa. Pavocosa feisica được Embrik Strand miêu tả năm 1915.